# Jocelyn Gould
Joceyln Gould (10 de junio de 1995) es una guitarrista de jazz, compositora, cantante y educadora afincada en Toronto. Tiene su propio conjunto y también ha tocado como músico de sesión con otros grupos e intérpretes como Freddy Cole, Etienne Charles, Michael Dease, Randy Napoleon, Diego Rivera y Ulf Wakenius, entre otros.  Con su primer álbum como líder Elegant Traveler, lanzado en 2020, fue galardonada en la categoría de "Álbum de Jazz del Año: Solo" en los prestigiosos premios Juno de 2021. Además de sus actuaciones, Gould es profesora y Jefa del Departamento de Guitarra en el Humber College de Toronto.

## Primeros años e influencias
Jocelyn Gould nació y creció en Winnipeg, Canadá, en una familia a la que le encantaba cantar. Su padre que era profesor de música de primaria le dio las primeras lecciones de música, y aunque también le enseñó a Jocelyn algo de piano, dejó este instrumento por falta de interés.
Gould creció escuchando y cantando música folk de Joni Mitchell, Neil Young, etc. y cogió la guitarra a los 13 años mientras estaba en el instituto, aprendiendo acordes básicos para acompañar su voz. Con el tiempo empezó a escuchar a los grandes guitarristas de blues como B.B. King y como ella misma indicó en su entrevista con la editora de la revista "Jazz Guitar Life", Lyle Robinson:  «A partir de ahí, no fue un salto muy grande llegar a guitarristas como Wes Montgomery y Grant Green» y a los 18 años su pasión por el jazz se despertó cuando un amigo le prestó el álbum de 1965 de Verve Smokin' at the Half Note del trío de Wynton Kelly, con el legendario guitarrista Wes Montgomery y como recoge el periodista y escritor de jazz Sanford Josephson en All About Jazz de la propia Gould: «Escuché ese disco durante un año seguido».
A partir de ahí, decidió dar un giro de 180 grados en su vida hasta el punto de cambiar sus estudios de ciencias y la especialidad de química que estaba cursando en la Universidad de Manitoba por el jazz. Compró su primera guitarra eléctrica y empezó a tomar clases de guitarra durante 5 meses para presentarse, en febrero de 2009,  a una audición para el programa de estudios de jazz de la Facultad de Música Desautels de la Universidad de Manitoba, donde fue aceptada (según ella «milagrosamente»), completando el programa y graduándose exitosamente.
Sale de Canadá en 2016 para matricularse en un máster en Estudios de Jazz en la  Universidad Estatal de Míchigan que completa en 2018, siendo su profesor y mentor el guitarrista Randy Napoleón, quien ejerció en ella una influencia decisiva para encontrar su estilo musical a la guitarra.
Según ha  declarado las principales influencia de Gould en cuanto a guitarristas de jazz fueron y son Wes Montgomery, Grant Green, Joe Pass y Kenny Burrell, aunque reconoce también el descubrimiento que ha sido para ella la cantante Nina Simone.
Entrevistada en noviembre de 2020 para la revista "Jazz Guitar Today" por Beth Marlis, también guitarrista y profesora, Gould confiesa que ha habido dos mujeres que ha admirado tanto por su forma de tocar así como por su docencia de la guitarra, como son Sheryl Bailey y Emily Remler y aunque nunca tuvo la oportunidad de estudiar con ninguna de ellas, han sido un modelo para Gould, la cual declaró en la entrevista:

«Creo que cada mujer que alcanza una posición de liderazgo en el mundo de la guitarra está facilitando que toda una nueva generación de mujeres haga lo mismo».

## Carrera profesional
En 2019 se muda durante un año a Nueva York para entrar en la escena y tocar tanto como pudiera, se gana la vida como guitarrista de sesión, tocando en jam sessions y en clubes con músicos como el trompetista Etienne Charles, el saxofonista Diego Rivera y el trombonista Michael Dease.
Ese mismo año, Gould tocaba en un club nocturno sólo para guitarristas. El decano del Humber College de Toronto estaba presente y quedó tan impresionado que le planteó la posibilidad de que Gould diera clases allí.Apenas un mes después se produjo una vacante, y desde agosto de 2019 compagina sus compromisos de interpretación y sus giras con sus obligaciones como profesora y directora del departamento de guitarra de Humber, donde tiene 80 estudiantes a su cargo, 
En julio de 2019, es contratada por la firma de guitarras Benedetto para formar parte de los guitarrista de élite que representan a la marca fundada por el reputado lutier neoyorkino Robert Benedetto, reconocido por fabricar desde 1968 guitarras archtop para jazzistas profesionales   como Bucky Pizzarelli, Johnny Smith, Kenny Burrell y Pat Martino entre otros.
Jocelyn ha pasado los últimos años realizando numerosas giras. En 2023, participó en una gira en solitario actuando en 34 ciudades estadounidenses y canadienses. También debutó liderando su cuarteto formado por Matyas Gayer (piano), Mark Hodgson (contrabajo) y, Stephen Keogh (batería), en el Reino Unido, España e Israel como parte de una extensa gira por tres continentes para presentar su tercer álbum, Sonic Bouquet.  Comenzará 2024 con una gira norteamericana por 49 ciudades presentada por la organización para las artes escénicas Jazz en el Lincoln Center, con sede en Nueva York.

## Estilo y crítica musical
Randy Napoleón, su profesor in mentor en la MSU describe así la forma de tocar de Jocelyn Gould:
«Tiene una rara intensidad y tenacidad que son el signo de una artista comprometida. Entiende de dónde viene la música y hacia dónde se dirige. Su pasión por la guitarra deja claro que va a llegar lejos. Es algo especial y maravilloso cuando una joven intérprete mantiene el equilibrio entre sentimiento, disciplina y creatividad».
Dan McClenaghan escribió para "All About Jazz" sobre Gould que despliega una técnica musical muy seria: «Se ha empapado de las influencias de Wes Montgomery, Grant Green, Kenny Burrell y Joe Pass, y lleva esa corriente colectiva, no sólo estilísticamente, sino también en su sentido de la alegría de la creación».
Según declaraciones del trombonista y saxofonista Michael Dease: «Jocelyn Gould va a ser una parte importante del futuro de la guitarra de jazz» y después de que la oyera tocar un solo en el tema "Teri" de Gerald Wilson en el Festival de Jazz de Detroit dijo, «Esa interpretación me conmovió hasta la médula. Tocó con un sentido maduro y conmovedor del fraseo y la narrativa que me obligó a incorporarla a mi banda en ese momento, y grabar juntos poco después».
El Centro Nacional de las Artes de Canadá (NAC) destaca no sólo el virtuosismo a la guitarra de Gould, sino también su alegre energía y una capacidad única para conectar con el público gracias a su contagiosa pasión por la música.

## Equipo e instrumentos
Desde 2019 toca una Benedetto 16-B de color natural; es una guitarra archtop de cuerpo grande de arce rizado y mástil de caoba. Jocelyn ha elogiado ésta guitarra por su tono versátil, su comodidad y su capacidad para adaptarse a su forma de tocar. Con anterioridad también ha aparecido en numerosas grabaciones con una guitarra Eastman Archtop AR580CE HB. Como curiosidad, Gould conserva la guitarra archtop con la que su abuela se acompañaba para cantar, una Bronson Melody King de 1935.
En cuanto a los amplificadores, los que más usa Gould son sus dos Henriksens, unos equipos que cuentan con gran reputación entre los músicos de jazz, no solo por su sólida construcción, respeto por la tonalidad y facilidad de manejo y de transportar en giras, sino también por contar con modelos especialmente diseñados para amplificar guitarras de jazz tipo archtop.  En la grabación de su primer álbum  Elegant Traveler tocó con un  Fender Blues Junior.También utiliza un Fender Deluxe Reverb y a menudo un Revv D20 en sus actuaciones en directo.

## Premios y reconocimientos
- Ganadora en el año 2018 del 1.º puesto del Concurso Internacional de Guitarra de Jazz del Sharon Lynne Wilson Centre para las Artes de Milwaukee, Wisconsin.[1][15]

- En 2021 su álbum Elegant Traveler fue nominado en la 50 edición de los premios JUNO en la categoría de "Álbum de Jazz del Año: Solo".[16][9]

- También en 2021 Gould fue nominada en los Western Canadian Music Awards de Canadá en la categoría de Artista de Jazz del Año.[3][17]

- En 2024 su álbum Sonic Bouquet ha sido nominado en la 52 edición de los premios JUNO en la categoría de "Álbum de Jazz del Año: Solo".[10]

## Discografía

### Como líder
| Año lanzamiento | Fecha grabación               | Título                | Sello discográfico  | Personal/Notas | Referencia |
| --------------- | ----------------------------- | --------------------- | ------------------- | --- | ---------- |
| 2020            | 23 de septiembre de 2019      | Elegant Traveler      | Posi-Tone Records   | Con: Michael Dease (tb) (temas 5, 7, 8), Anthony Stanco (tp) (temas 5, 7, 8), Brandon Wright (ts) (temas 3,7), Addison Frei (p), George DeLancey (b) y Quincy Davis (d) | [ 18 ]     |
| 2022            | 23 y 24 de noviembre de 2019. | Golden Hour           | Jocelyn Gould Music | Con: Jon Gordon (as) (temas 2, 3, 10), Will Bonness (p), Rodney Whitaker (b) y Quincy Davis (d)                                                                         | [ 19 ]     |
| 2023            | 2022                          | Sonic Bouquet         | Jocelyn Gould Music | Con: Randy Napoleon (g), Virginia MacDonald (cl) (temas 4, 5, 7, 8), Will Bonness (p), Rodney Whitaker (b) y Quincy Davis (d)                                           | [ 20 ]     |
| 2024            | 2024                          | Portrait Of Right Now | Jocelyn Gould Music | Con: Will Bonness (p), Jared Beckstead-Craan (b) y Curtis Nowosad (d)                                                                                                   | [ 21 ]     |

### Como músico de sesión
| Año lanzamiento | Líder                         | Título                | Sello discográfico | Personal/Notas | Referencia |
| --------------- | ----------------------------- | --------------------- | ------------------ | --- | ---------- |
| 2020            | Will Bonness                  | Change of Plans       | Will Bonnes Music  | Will Bonness (p), Jocelyn Gould (voz) (temas 2-6, 8), Jon Gordon (as) (temas 1-4, 6), Julian Bradford (b), Fabio Ragnelli (d). | [ 22 ]     |
| 2019            | Michael Dease                 | Never More Here       | Post-tone Records  | Michael Dease (tb), (ts) (tema 2), Steve Wilson (as) (temas 1, 4, 10), (ss) (tema 2), (fl) (tema 3), Renee Rosnes (p), Gerald Cannon (b), Lewis Nash (d), Rufus Reid (b) (temas 6, 7, 9), Randy Brecker (tp) (tema 8), Jocelyn Gould (g) (temas 3, 4, 8), Luther Allison (p) (tema 5), Markus Howell (as) (tema 5), Endea Owens (b) (tema 5), Diego Rivera (ts) (tema 5), Jason Tiemann (d) (tema 5). | [ 23 ]     |
| 2021            | Jon Gordon                    | Stranger Than Fiction | ArtistShare        | Jon Gordon (as), Anna Blackmore (cl) (temas 1, 5, 9, 10), John Ellis (cl) (temas 1-4, 6-8), Regina Lewis (ts) (temas 1, 7-10), Tristan Martinuson (temas 1-6) Alan Ferber (tb), Derrick Gardner (tp), Jocelyn Gould (g), (voz) (temas 1,5), Larry Roy (g) (tema 6), Julian Bradford (b), Fabio Ragnelli (d).                                                                                          | [ 24 ]     |
| 2021            | Caity Gyorgy                  | No Bounds             | ArtistShare        | Caity Gyorgy (voz), Jocelyn Gould (g), Thomas Hainbuch (b), Jacob Wutzke (d). | [ 25 ]     |
| 2022            | Jodi Proznick y Amanda Tosoff | The Ostara Project    | Cellar 20          | Allison Au (as), Jocelyn Gould (g), Jodi Proznick (b), Sanah Kadoura (d), Joanna Majoko (voz), Rachel Therrien (tp), Amanda Tosoff (p). | [ 26 ]     |
| 2019            | Diego Rivera                  | Connections           | Posi-Tone          | Diego Rivera (ts), Michael Dease (tb), Luther Allison (p), Endea Owens (b), Jason Tiemann (d), Joe Magnarelli (tp) (temas 1,3, 4, 6, 8, 10, 11), Markus Howell (as) (temas 8, 10), Lauren Sevian (bars), Behn Gillece (vib), Jocelyn Gould (g) (temas 4, 11). | [ 27 ]     |

Abreviaturas de instrumentos musicales:as (saxofón alto), b (contrabajo), bars (saxofón barítono), cl (clarinete), d (batería), fl (flauta), g (guitarra), p (piano), ss (saxofón soprano), tb (trombón), tp (trompeta), ts (saxofón tenor), vib (vibráfono)